# Otoe
Els otoe són una tribu índia de llengua siouan de la branca chiwere. El seu nom provenia de wat-ota o uahtaktato "luxuriosos". Els missouria són una tribu índia siouan de la branca chiwere, com els otoe i ioway, també anomenada niutachi.

## Localització
Antigament, els otoe vivien a Nebraska amb els missouri, d'on emigraren procedents de les costes dels Grans Llacs. Els missouri vivien als marges del Missouri en la confluència amb el Mississipi. Avui viuen al comtat de Noble (Oklahoma), a la Otoe-Missouria Federal Trust.

## Demografia
El 1900 els otoe eren 370 individus, augmentaren a 1.400 el 1980 i a 1.500 el 1990, juntament amb els missouria, amb els quals formen la tribu reconeguda federalment Tribu Otoe-Missouria. Segons dades de la BIA del 1995, a la Reserva Otoe d'Oklahoma hi vivien 813 individus (1.462 al rol tribal).
Segons el cens dels EUA del 2000, hi havia 1.470 purs, 336 barrejats amb altres tribus, 505 barrejats amb altres races i 133 amb altres races i altres tribus. En total, 2.444 individus.

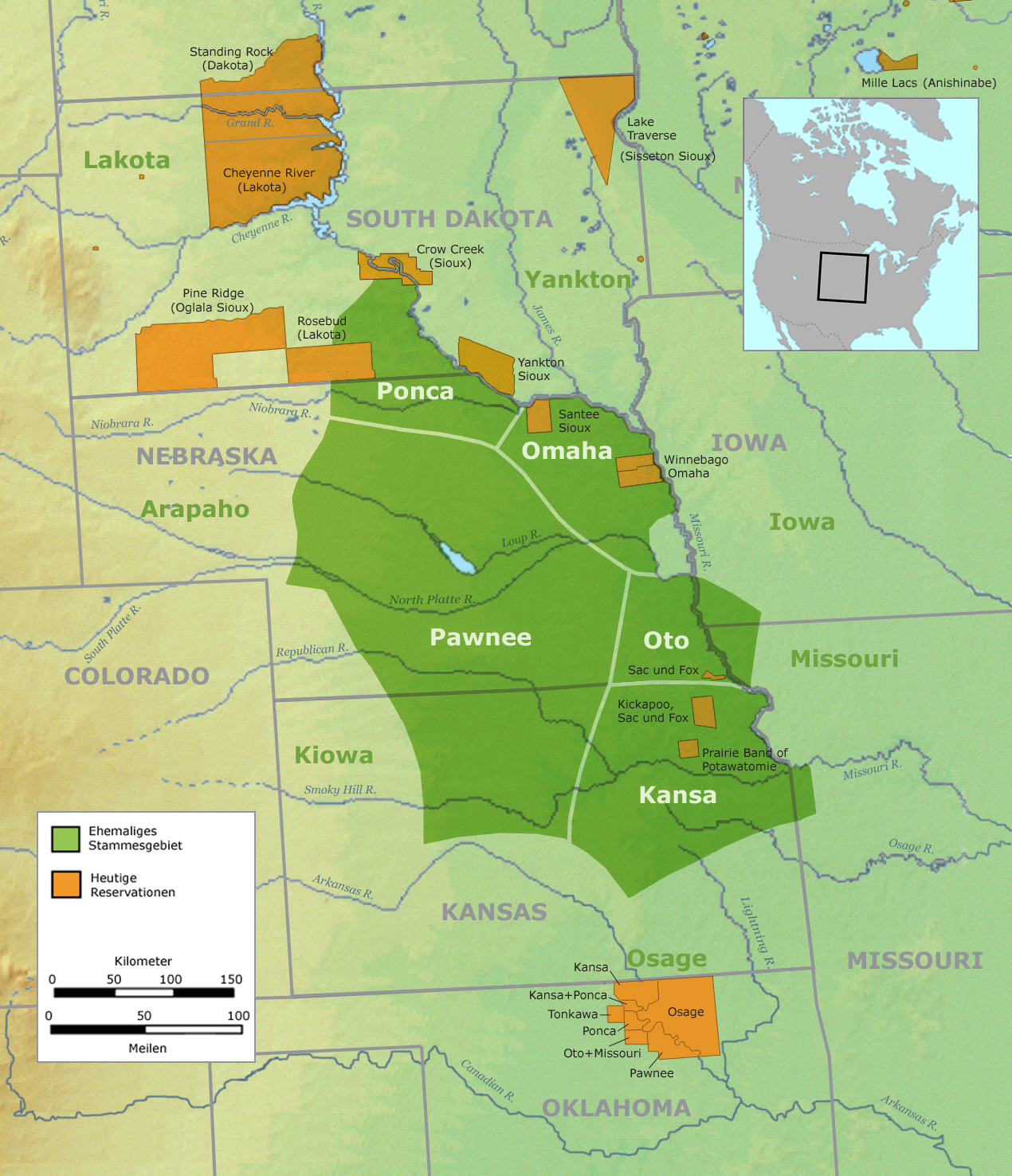
Territori tribal dels Otoe

## Costums
Com la resta de les tribus chiwere i siouan, pertanyen a la cultura de les planures, caracteritzada per viure en tipis i la cacera del búfal.

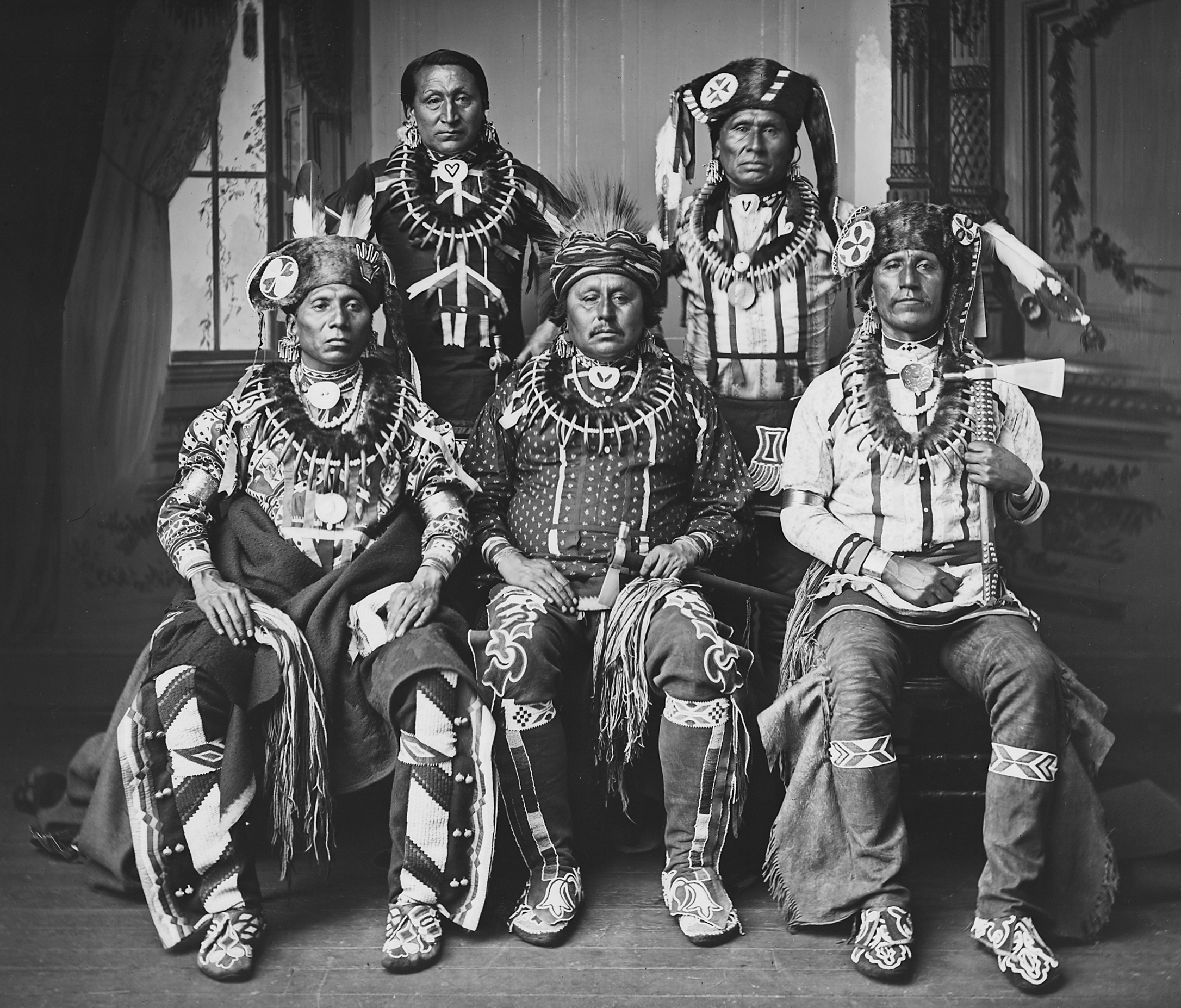
Delegació otoe a Washington, 1881

## Història
Probablement, fins al segle xv vivien a la zona dels Grans Llacs amb els winnebago, però se'n separaren amb missouria i ioway i marxaren a Nebraska, tot establint-se vora el Grand River.
El 1673 foren visitats per Louis Jolliet i Jacques Marquette, qui els trobaren vora l'actual assentament de Des Moines (Iowa), i quan els visitaren el 1804 Lewis i Clark ja eren assentats als marges del Platte, vora l'actual ciutat d'Omaha, amb omaha i osage. Els missouria foren gairebé exterminats el 1798 en una guerra contra els fox i sauk, i els supervivents s'hagueren d'aixoplugar entre els osage, kanza i otoe.
El 1805 es tornaren a reunir els missouria, però foren atacats pels osage, i els supervivents s'amagaren entre els otoe i els ioway.
El 1817 van fer els primers tractats amb els blancs, i cap al 1830 van vendre llur terres a canvi d'una reserva a Kansas i Nebraska, vora el riu Big Blue, que no els van donar fins al 1854.
Cap al 1862, però, van vendre les terres i marxaren a Oklahoma, on s'instal·laren al comtat de Noble. Tanmateix, la seva reserva fou parcel·lada el 1887.
Truman Washington Dailey (1898-1996), també conegut com a Mashi Manyi ("Soaring High") o Sunge Hka ("White Horse"), és últim parlant d'Otoe-Missouria (Baxoje-Jiwere-Nyut'chi).

## Notables Otoe
- Annette Arkeketa, poeta i dramaturga
- Chono Ca Pe
- Àliga de Plaer
- Shaumonekusse
- Anna Lee Walters, escriptora
- Tommy Morrison, boxejador que participà en la pel·lícula Rocky V
- Johny Hendricks